# 大叻國家軍事學校
大叻國家軍事學校是培訓越南國軍和越南共和國軍隊軍官的高級機構。除了軍事訓練的主要目的外，學院還開設與軍事課程平行的大學課程。因此，在該校接受培訓的學生被稱爲士官學生（sinh viên sĩ quan）。學校存在和活動了25年，從1950年到1975年結束。